# Adriana Pichardo
Adriana Pichardo   (segle XX) és una política veneçolana i actualment diputada suplent de l'Assemblea Nacional, pel circuit 4 de l'estat Aragua pel partit Voluntat Popular, com de Mercosur, on forma part de la comissió de Ciutadania i Drets Humans.
El 15 d'octubre de 2018, en hores del matí, cinc funcionaris vestits de negre i fortament armats van ingressar a casa seva sense una ordre judicial. Els efectius es van identificar com membres del Servei Bolivarià d'Intel·ligència Nacional (SEBIN), però veïns els van identificar com a funcionaris de la Direcció General de Contrainteligencia Militar (DGCIM) per les sigles dels uniformes i vehicles. La seguretat de la residència de l'edifici els va sol·licitar una ordre judicial, al que van respondre apuntant al vigilant al cap amb una arma. Els efectius li van preguntar per Ricardo Antich, militar recentment alliberat després de ser acusat de ser part del «Cop Blau». Pichardo va explicar que només coneixia els seus familiars, a qui ha acompanyat com a part del seu deure com a parlamentària de Mercosur de registrar totes les violacions als drets humans ocorregudes a Veneçuela. Adriana va considerar el fet com una «flagrant violació» a la seva immunitat parlamentària.